# Auguste Marie Henri Picot de Dampierre
Pour les articles homonymes, voir Dampierre et Picot.
Auguste Marie Henri Picot de Dampierre, dit le « marquis de Dampierre », né le 19 août 1756 à Paris et mort le 8 mai 1793 à Valenciennes, est un général de la Révolution française.

## Biographie
Né d’une famille de militaires, Auguste Picot de Dampierre est très tôt nommé officier dans le régiment des gardes françaises. Il voyage ensuite en Angleterre puis à Berlin, où il étudie la tactique prussienne. De retour en France, il sert dans les régiments de Chartres et des chasseurs de Normandie. Admirateur de Frédéric II de Prusse, il l’imite jusque dans les moindres détails, jusqu’à paraitre un jour à la cour avec une longue queue, ce qui lui vaut une raillerie de Louis XVI. Possédant une fortune considérable, il se retire dans ses terres à Dampierre jusqu’à ce qu’éclate la Révolution. Partisan des doctrines nouvelles, il reprend alors la carrière militaire. Après avoir été aide de camp de Rochambeau, il est, en avril 1792, colonel du 5e dragons sous les ordres de Biron, à la rencontre de Quiévrain, où des cris d’alarme occasionnent une déroute. En cherchant à rallier les fuyards, Dampierre est renversé et foulé aux pieds des chevaux. 
Lors de la bataille de Valmy, il commande une brigade de l’armée de Dumouriez mais c’est à la bataille de Jemappes qu’il devient célèbre. Marchant à la tête du seul régiment de Flandre et du 1er bataillon des volontaires de Paris, il attaque les six bataillons étrangers qui débordent le corps du général Beurnonville. Dampierre parvient à les renverser et à enlever les deux redoutes qu’ils gardaient, puis tourne les canons contre les Autrichiens et rend ainsi à Beurnonville assez de liberté pour pouvoir passer à l’offensive. Quelques mois après, tandis que Dumouriez entre en Hollande avec l’élite de l'armée, Dampierre, chargé de tenir tête à 30 000 Autrichiens avec 15 000 hommes, commet l’erreur de ne pas concentrer ce faible corps, de ne pas lui indiquer de point de ralliement et de placer son quartier général loin des avant-postes, à Aix-la-Chapelle, où il apprend trop tard que sa ligne a été forcée. Il se hâte alors de se replier sur Liège ; le prince de Cobourg fait lever le siège de Maastricht et l’armée rétrograde jusqu’à Louvain, où se rend Dumouriez.
Celui-ci tente de reprendre l’offensive et livre plusieurs combats où Dampierre se fait encore remarquer. À Neerwinden, Dampierre commande le centre de l’armée. Il conserve ses positions et seconde avec succès les efforts de l’aile droite, mais la retraite de l’aile gauche le laissant à découvert, il est obligé de quitter le champ de bataille. Dampierre rend des services réels, mais on lui reproche une ardeur inconsidérée et peu d’exactitude à exécuter les ordres du général en chef. Après la défection de Dumouriez, il est chargé de le remplacer. Il n’a alors plus que 30 000 hommes face à des ennemis supérieurs en nombre. Il réussit cependant à s’emparer du camp de Famars, mais il subit des pertes considérables en cherchant à dégager Condé-sur-l'Escaut. Le 6 mai, il hasarde une attaque générale afin de rompre le siège de Valenciennes. Deux ailes de son armée s’avancent, l’une du côté de Valenciennes, l’autre jusqu’à Quiévrain, en renversant tout ce qui leur est opposé ; mais le centre ne peut soutenir le feu des batteries autrichiennes, et après de durs combats Dampierre est réduit à se retirer pour ne pas être encerclé. Il attaque le lendemain la réserve autrichienne retranchée dans le bois de Vicoigne près de Valenciennes et a des succès contestés pendant la journée ; le soir venu, il se met à la tête d’une de ses colonnes et a la cuisse arrachée par un boulet sur le territoire de Raismes. La retraite se fait en bon ordre, mais Dampierre meurt le lendemain dans une maison située rue du Quesnoy à Valenciennes. Il est enterré le 9 mai 1793 à Aulnoy-lez-Valenciennes en présence de son fils, tandis que son cœur est inhumé dans l'église de Dampierre (Aube).
Durant son existence, il a fait construire le château de Primard, situé à Guainville (Eure-et-Loir).
Sa fille Anne-Emilie Picot de Dampierre (1777-1852) épouse à Paris le 3 juillet 1802 Jean-Joseph Dessolles.

## Hommages
Quelques mois après, il reçoit les honneurs du Panthéon, mais le député Couthon dit à la tribune de la Convention qu’il n’avait manqué à Dampierre que quelques jours pour trahir son pays. D’abord inhumé sur le lieu même de la bataille, le corps de Dampierre est déplacé à Valenciennes en 1836 sous une colonne, appelée « pyramide Dampierre », laquelle est déplacée en 1955 pour des questions de voirie (mais qui existe encore de nos jours). Le constat est fait à cette occasion que son corps est intact dans son uniforme, mais le corps du général n’a jamais été placé au Panthéon. Replacé en 2001 sous l’édifice au centre de la place qui porte son nom, le cercueil en plomb est alors remis dans un nouveau cercueil en chêne et il est procédé à la fixation du crucifix d’origine.
Son nom est inscrit sur la 3e colonne de l'arc de triomphe de l'Étoile. Depuis 1868, la rue Dampierre dans le 19e arrondissement de Paris porte son nom.
Edgard Weber parle de lui dans son livre Valentin, le Houzard du Roi (2020).